# Euphorbia sudanica
Euphorbia sudanica es una especie de fanerógama perteneciente a la familia de las euforbiáceas. Es originaria de África donde se distribuye desde África occidental tropical hasta Sudán.

## Descripción
Es un arbusto espinoso, carnoso, leñoso en la base, que alcanza un amaño de 1-2 m de altura, con un tallo principal y erecto con numerosas ramas dispuestas en espiral  con tubérculos subciclindricos separados 5-10 mm entre sí, con hojas triangular-espatuladas a obovadas, dentadas a laceradas en el ápice, que miden 2-5x1 0,5 a 2 cm.

## Distribución y hábitat
Se encuentra en las rocas de arenisca, laterita.
Ha sido confundida con Euphorbia paganorum, de Togo conocida solo por material estéril.

## Taxonomía
Euphorbia sudanica fue descrita por Auguste Jean Baptiste Chevalier y publicado en Bulletin du Muséum d'Histoire Naturelle, sér. 2 4: 589, f. 2. 1932.
Etimología
Euphorbia: nombre genérico que deriva del médico griego del rey Juba II de Mauritania (52 a 50 a. C. - 23), Euphorbus, en su honor – o en alusión a su gran vientre –  ya que usaba médicamente Euphorbia resinifera. En 1753 Carlos Linneo asignó el nombre a todo el género.
sudanica: epíteto geográfico que alude a su localización en Sudán.
Sinonimia
- Euphorbia tellieri A.Chev. (1933)
- Euphorbia trapifolia A.Chev.	[5]